# Aïn Zaatout
Ain Zaatout là một đô thị thuộc tỉnh Biskra, Algérie. Dân số thời điểm năm 2002 là 4 người.